# Monarquia electiva
La monarquia electiva és una forma de govern en la qual el monarca és triat per votació a través d'algun mecanisme de naturalesa variable. A diferència de la democràcia, els electors i els candidats pertanyen a algun cos restringit, pel càrrec ocupat, la pertinença a un estament (naixement), o algun tipus de condició personal o social. Actualment Cambodja, Samoa, l'Orde Sobirana i Militar de Malta, el Vaticà, els Emirats Àrabs Units i Malàisia són les úniques monarquies electives vigents.

## Antiga Grècia
Al llarg de la història, alguns pobles han triat aquesta via com una forma de govern com una modificació entre la monarquia, la república i el despotisme. Un exemple d'això són els espartans que mitjançant el vot triaven anualment els seus dos reis.

## Antiga Roma
La monarquia romana va ser en principi electiva. A partir del cinquè rei, l'elecció dels últims es va fer sempre entre membres de la mateixa família, encara que no per descendència directa de primogènit baró, que és el que sol entendre com monarquia hereditària.

## Pobles germànics
Els pobles germànics, quan envaeixen l'Imperi Romà (segle iii a segle v) disposaven d'una institució equivalent a la monarquia temporal electiva per a temps de guerra, elegida per l'assemblea de guerrers. Amb el temps la institució va esdevenir una monarquia vitalícia. Va seguir sent electiva, tot i que l'essència de l'elecció es va anar desvirtuant per la pràctica de l'associació al tron. Aquesta consistia en què el rei associava al regnat a una persona, normalment, però no necessàriament, el fill més gran - en els seus últims anys, d'una manera similar al que havien fet els emperadors romans. Fins i tot, per garantir l'elecció del candidat desitjat convocava en vida l'assemblea - que en aquella època no estava formada per tots els homes lliures, sinó només pels potentats més importants, equiparats a la nobilitas (noblesa ) romana del Baix Imperi, amb la qual ja s'havien fusionat mitjançant enllaços matrimonials les famílies germàniques més importants-. La transició a una monarquia hereditària es va fer així de forma insensible. El següent va ser l'aplicació a la successió monàrquica de les lleis o tradicions de les tribus germàniques en qüestions d'herència, especialment les dels francs salis, el que es va anomenar llei sàlica (que impedia l'herència a les dones). Això no tenia sentit en l'origen, en què calia optar entre guerrers destacats pel seu valor provat en el combat. 

## França i Alemanya
La monarquia merovíngia va ser la que més eficaçment va completar el procés, encara que la discussió del seu dret va poder ser empresa eficaçment per Carles Martell, un alt dignatari de la cort que governava en la pràctica i que va sostenir, amb suport del Papa, el seu millor dret al tron mitjançant la legitimitat d'exercici, provada en la defensa del regne franc amb el seu triomf enfront dels musulmans a la batalla de Poitiers. Els carolingis van aconseguir teixir una dinastia al segle ix, però el Sacre Imperi va romandre com una institució electiva, en què es van anar succeint diverses dinasties al llarg de l'edat mitjana i l'edat moderna (Otonians, Hohenstaufen, Habsburg), sense que fos descartable la irrupció de la candidatura un candidat extern (Alfons X el Savi, Francesc I de França, que no obstant no van aconseguir l'elecció). A França, els Capets van aconseguir mantenir la successió masculina ininterrompuda fins a la crisi que va suscitar la Guerra dels Cent Anys, en un moment en què els pretendents a la corona no invocaven un millor dret per carisma o dots personals, sinó un millor dret dinàstic.

## Hongria
El concepte de la monarquia electiva va existir en el subconscient de la nació hongaresa des de temps antics, portada des d'Àsia juntament amb els seus altres costums seminòmades. Els monarques eren elegits pels seus nobles en una cerimònia on se l'alçava en un escut com a forma de reconeixement de la seva superioritat. No obstant això, durant l'Edat Mitjana, el veritable fonament legal i tradicional que va definir l'elecció i coronació del rei fou l'herència consanguínia, transmesa de pare a fill, oncle a nebot, germà a germà, sempre preponderant el de major edat. Després de la mort del rei Lluís I d'Hongria el 1382, que fou succeït, segons la seva voluntat, per la seva filla Maria I d'Hongria, la qual havia estat presa com a esposa per Segimon de Luxemburg. Finalment, després de la mort de la reina, Segimon va ser acceptat definitivament com a rei hongarès, però sota certes condicions i elegit per la noblesa en nom de la Sacra Corona Hongaresa. Posteriorment, a mitjan segle xv, el 1458, novament davant el tron vacant, la noblesa hongaresa va escollir al rei Maties Corví d'Hongria, fill del regent mort, i suprem comandant militar del regne. L'oncle de Maties, Miquel Szilágyi, que comptava amb enormes exèrcits i grans propietats, va forçar la noblesa hongaresa a escollir al seu jove nebot, amb la qual cosa fou el primer rei hongarès que procedia de l'alta noblesa i no d'una casa reial, i s'adreçava a ell com a "Maties, el rei que mai va ser príncep".

### Transsilvània
Després que el regne hongarès patís la derrota a la batalla de Mohács (1526) davant els exèrcits turcs del sultà Solimà el Magnífic, l'Estat va quedar "orfe", ja que el rei Lluís II d'Hongria va morir en la contesa. Immediatament Ferran I d'Habsburg va reclamar el tron per si mateix, al mateix temps que el comte Joan Szapolyai, i ambdós van ser coronats legítimament. Això va conduir a la separació del regne hongarès en tres parts, una occidental sota el control de l'imperi germànic, una central sota el domini turc i una oriental sota el control de la noblesa hongaresa en la forma del Gran Principat de Transsilvània. D'aquesta manera, començant amb Esteve Báthory en 1571 i acabant amb Francesc Rákóczi II el 1711, en aquesta regió de l'antic regne hongarès la noblesa hongaresa va practicar la monarquia electiva durant totes aquestes dècades, mantenint una situació cordial de semi-vassallatge amb l'Imperi Otomà, i tenint com a objectiu el recuperar la regió hongaresa sota el control dels emperadors germànics. Aquesta situació va acabar amb l'emperador Leopold I d'Habsburg, rei d'Hongria, que va dissoldre el títol de Príncep de Transsilvània, va expulsar els turcs i va reunificar les tres parts del regne.

## Espanya
La monarquia visigoda, que va seguir una trajectòria idèntica, no va tenir ocasió d'assentar el principi de monarquia hereditària, i en els primers segles de la Reconquesta, els regnes cristians que es van crear a les muntanyes septentrionals de la península Ibèrica van anar construint les seves pròpies institucions, algunes més propers a les feudals que s'estaven desenvolupant a França, mentre que el regne d'Astúries va construir amb el temps una pretesa legitimitat visigoda. Els primers reis d'Astúries van ser electius, però ja per a començaments del segle xi la institució s'havia assentat com a hereditària: va ser possible fins i tot el trossejament i repartiment de regnes com a herència entre els fills de Sanç III de Pamplona, que havia unificat gairebé tots els territoris cristians peninsulars (l'adequació o no del fet al dret navarrès tradicional és qüestionada pels historiadors, però efectivament es va produir en la pràctica). Més endavant van ser possible fins i tot la successió femenina (no s'aplicava la llei sàlica) o les regències per minoria d'edat.

## Polònia
En Polònia, després de la mort de l'últim Piast el 1370, si bé el títol va ser heretat pel seu nebot, el rei Lluís I d'Hongria, fill de la seva germana Elisabet de Polònia, la noblesa polonesa va decidir que els seus drets serien reconeguts però només perquè els reis polonesos eren triats inicialment per un consell. Gradualment la situació va evolucionar i aquest privilegi va ser garantit a tots els membres de la szlachta (noblesa polonesa). Durant el període de la Confederació lituanopolonesa (1569 - 1795) els reis eren triats per reunions multitudinàries de nobles en un camp de Wola, a prop de Varsòvia. Ja que tot fill d'un noble polonès (no només el gran) és noble al seu torn, s'estimava que fins a 500,000 nobles podien teòricament participar personalment en les eleccions, el que els convertia en el cos electoral més ampli de l'Europa de l'època. Durant el temps de l'elecció, la funció del rei s'exercia per un interrex (normalment encarnat pel primat de Polònia). Aquest procediment es denominava la wolna elekcja (lliure elecció).

## Imperi Asteca
L'Imperi Asteca fou una monarquia electiva, l'única al continent americà. Aquesta compartia diverses característiques amb les polis gregues, com el fet que el poble virtualment triava l'emperador, tot i l'enorme distància i els períodes històrics que els van dividir. L'elecció es dividia en 3 etapes: la primera era quan els macehuales (camperols), comerciants i artesans d'un calpulli (barri de Tenochtitlan) triaven el seu representant; en la segona etapa, els representants de cada calpulli es reunien al Gran Consell, on s'escollien els 4 Grans Senyors; en la tercera i última etapa dels Grans Senyors discutien durant força temps qui hauria de ser elegit Gran Tlatoani (semblant al Conclave), segons quins fossin -principalment- els seus èxits militars i els seus coneixements. Al final, el Gran Tlatoani era considerat com una deïtat.

## Haití
L'Imperi d'Haití (1804-1806) va ser electiu, o almenys la seva constitució (1805) preveia que la successió de Jean-Jacques Dessalines, únic i efímer emperador, seria electiva, tot i que l'emperador tenia la potestat de designar candidat a la successió.

## Ciutat del Vaticà
L'Estat de la Ciutat del Vaticà manté aquest sistema, mitjançant l'elecció del Papa en un conclave, és a dir: la reunió dels cardenals, que tenen el paper de prínceps electors. En un primer moment el Papa, com a bisbe de Roma, era triat pel poble de Roma. Posteriorment es va restringir el col·legi electoral als rectors de les parròquies romanes (com va passar amb els altres bisbes de cada ciutat). Els cardenals, elegits al seu torn pel Papa, segueixen sent titulars d'una parròquia a Roma.

## Samoa
Samoa forma una monarquia parlamentària independent. La constitució de 1960, que va entrar en vigor formalment després de la independència del país, es basa en la democràcia parlamentària del Regne Unit, modificada per tal tenir en compte els hàbits de Samoa. Els dos grans caps samoans des de la independència es venen designant conjuntament des del càrrec de cap d'Estat. L'anterior cap d'Estat, Malietoa Tanumafili II, que va morir el 12 de maig de 2007 a l'edat de 94 anys, va ocupar aquest càrrec des de la mort del segon gran cap a 1963. El seu successor Tuiatua Tupua Tamasese Efi ha estat designat per la legislatura per un mandat de 5 anys (fou reelegit el 2012) s'ha mantingut el títol O le Ao o le Malo i el tractament d'"Altesa" però en limitar els mandats de la Prefectura de l'Estat a cinc anys (reelegibles), Samoa s'ha convertit així, de facto, en una república.